# Pawaia jezik
Pawaia jezik (aurama, pavaia, sira, tudahwe, yasa; ISO 639-3: pwa), jezik istoimene porodice transnovogvinejskih jezika, kojim govori 4 000 ljudi (1991 SIL) u provincijama Simbu i Gulf u Papui Novoj Gvineji.
Ima dva dijalekta: aurama (turoha, uri) i hauruha. Nekada je zajedno s teberan jezicima klasificiran porodici teberan-pawaian

## Vanjske poveznice
- Ethnologue (14th)
- Ethnologue (15th)